# 清須市立新川小学校
清須市立新川小学校（きよすしりつしんかわしょうがっこう）は、愛知県清須市須ケ口にある公立小学校。

## 概要
- 校区は助七（JR東海道本線以南の地域）、東須ケ口、鍋片、東外町（名鉄名古屋本線以東の地域）、須ケ口（名鉄名古屋本線以東の地域）、土器野（一部）、上河原、中河原、下河原、寺野（JR東海道本線以南の地域）であり、清須市立新川中学校に進学する[1]。

## 沿革
新川小学校は1906年（明治39年）開校し、2006年（平成18年）に開校100周年を迎え、同年11月20日に新川小学校開校100周年記念式典を行っている。1906年は新川尋常小学校、桃栄尋常小学校、寺野尋常小学校、阿原尋常小学校を統合した年である。ここではそれ以前についても記述する。
- 1872年（明治5年）8月 -
  - 新川義校が開校。土器野新田村、下河原村の児童が通学する。阿弥陀寺 [注釈 1]を仮校舎とする。
  - 西堀江村に堀江義校が開校。西堀江村の児童が通学する。浄休寺 [注釈 2]を仮校舎とする。
  - 須ケ口村に須ケ口義校が開校。須ケ口の児童が通学する。民家を仮校舎とする。
  - 阿原村に阿原義校が開校。
- 1873年（明治6年）9月 -
  - 新川義校が公立小学校新川学校に改称する。土器野新田村、下河原村、小場塚新田、助七新田の児童が通学する。
  - 西堀江村、須ケ口村、清洲丸ノ内で組合を設立。堀江義校と須ケ口義校を統合し、成治学校となる。正覚寺[注釈 3]を仮校舎とする。
- 1874年（明治7年） - 阿原村と西田中村で組合を設立。阿原義校が田原学校となる。
- 1876年（明治9年） - 下河原村の一部が分立して中河原村となる。土器野新田の一部が分立して上河原村となる。
- 1878年（明治11年）1月5日 - 新川学校が校舎（木造2階建）を新築し、移転。
- 1880年（明治13年） - 西堀江村が成治学校の分教場を未認可で設置。
- 1887年（明治20年）4月 -
  - 新川学校が尋常小学新川学校に改称する。
  - 寺野村、助七新田村、阿原村、西田中村、須ケ口村で組合を設立。尋常小学寺野学校が開校。田原学校と成治学校は廃校となり、西堀江村は尋常小学新川学校に移る。
  - 中小田井村に西部高等小学校が開校。
- 1888年（明治21年）9月 - 西堀江村が未認可の学校を設置。
- 1889年（明治22年）10月1日 -
  - 土器野新田村、上河原村、中河原村、下河原村が合併し、新川村が発足。
  - 寺野村、助七新田村が合併し、寺野村が発足。
  - 阿原村が尋常小学寺野学校から離脱。尋常小学阿原学校が開校。
- 1890年（明治23年）12月17日 - 町村制が施行され、新川村が新川町となる
- 1891年（明治24年） - 
  - 尋常小学阿原学校が校舎を新築し、移転。
  - 尋常小学寺野学校が校舎を新築。10月28日に開校式を行う予定であったが、その当日の早朝に濃尾地震が発生。校舎は全壊し開校式は中止となる（校舎は全壊した校舎の資材の一部を利用して翌年完成。）。
- 1882年（明治25年）
  - 6月 - 須ケ口村が西堀江村の未認可の学校に移る。
  - 9月17日 - 小場塚新田、西堀江村が尋常小学新川学校から離脱。小場塚新田は二本松尋常小学校へ移り、西堀江村は単独で西堀江学校を開校。須ケ口村は尋常小学寺野学校から離脱。単独で須ケ口学校を開校。
  - 10月 - 尋常小学新川学校が新川尋常小学校、尋常小学阿原学校が阿原尋常小学校、尋常小学寺野学校が寺野尋常小学校に改称する。
- 1907年（明治33年）
  - 9月28日 - 西堀江村と須ヶ口村が合併し、桃栄町が発足。
  - 11月1日 - 西堀江学校と須ケ口学校を統合し、桃栄尋常小学校となる。
- 1906年（明治39年）
  - 4月1日 - 新川町、桃栄町、寺野村、阿原村が合併し、新川町となる。
  - 8月 - 新川尋常小学校、桃栄尋常小学校、寺野尋常小学校、阿原尋常小学校を統合し、新川尋常小学校となる。
  - 11月30日 - 西部高等小学校が廃校。新川尋常小学校に高等科を設置し、新川尋常高等小学校に改称する。
- 1907年（明治40年）7月 - 校舎を増築する。
- 1918年（大正7年）5月 - 校舎を増築する。
- 1936年（昭和11年）4月 - 校舎を増築する。
- 1941年（昭和16年）4月1日 - 新川国民学校に改称する。
- 1944年（昭和19年）4月 - 清洲町、西枇杷島町、新川町、春日村の青年学校を統合し、四町村組合立西部青年学校となる。西部青年学校校舎は現在の清洲公園に新築する。
- 1947年（昭和22年）4月1日 - 新川町立新川小学校に改称する。
- 1954年（昭和29年） - 校舎（鉄筋コンクリート造建3階建）を新築する。
- 1974年（昭和49年）4月 - 新川町立新川第二小学校を分離する。
- 1990年（平成2年）4月 - 新川町立桃栄小学校を分離する。
- 2005年（平成17年）7月7日 - 西春日井郡西枇杷島町、清洲町、新川町が合併し、清須市が発足。同時に清須市立新川小学校に改称する。
- 2006年（平成18年）11月20日 - 新川小学校開校100周年記念式典を行う。

## 交通アクセス
- 名鉄名古屋本線・津島線須ヶ口駅下車、徒歩約10分。

## 周辺施設
- 清須市役所
- 清須市立新川中学校
- 清須市立西枇杷島中学校
- 清須市立桃栄小学校
- 名鉄名古屋本線須ヶ口駅
- 豊和工業本社工場
- 三菱重工業枇杷島工場

## 著名な卒業生
- 加藤あい（女優）